# Молала (язык)
Молала (Molala, Molale, Molalla, Molele) - мёртвый и плохо аттестованный плато-пенутийский язык, на котором раньше говорил народ молала, проживающий на притоках рек Роге и Умпква, на западе долин рек Молала и Сантьям, долине реки Дешутес штатов Вашингтон и Орегон в США. У языка было несколько диалектов:
- Северный, на котором говорили на Каскадных Горах штата Орегон.
- Верхнесантьямский, на котором говорили на верховьях реки Сантьям на Каскадных Горах в центральной части штата Орегон.
- Южный, на котором говорили на юге штата Орегон на Каскадных Горах.